# Buchnera remotiflora
Buchnera remotiflora är en snyltrotsväxtart som beskrevs av Schinz. Buchnera remotiflora ingår i släktet Buchnera och familjen snyltrotsväxter. Inga underarter finns listade i Catalogue of Life.